# Armeria maritima
La clavelina de mar (Armeria maritima) es una especie de planta medicinal perteneciente a la familia de las plumbagináceas. Es originaria de gran parte de hemisferio norte, con numerosas subespecies.

## Descripción
Alcanza 10 cm de altura y 20 cm de extensión. Presenta una masa, en forma de montículo, de estrechas hojas de color verde oscuro y, en primavera y verano, densas cabezuelas de florecillas que van del blanco al rosa.

## Distribución y hábitat
La clavelina de mar se puede encontrar en la naturaleza en las zonas costeras de todo el hemisferio norte, especialmente en Europa, aunque también existe en algunas partes de América del Sur. Puede crecer en lugares secos, arenosos, en condiciones salinas, como las playas y marismas.

## Propiedades
Es usada en casos de obesidad.

## Subespecies
- Armeria maritima ssp. andina
- Armeria maritima ssp. calaminaria
- Armeria maritima ssp. californica
- Armeria maritima ssp. elongata
- Armeria maritima ssp. intermedia
- Armeria maritima ssp. maritima
- Armeria maritima ssp. miscella
- Armeria maritima ssp. planifolia
- Armeria maritima ssp. purpurea
- Armeria maritima ssp. sibirica

## Nombre común
- En castellano: armeria, césped, césped francés, clavel de playas, dengue, denguecillos, erizo de la sierra, estatice-erizo, gazón.[2]

## Taxonomía
Esta especie fue descrita inicialmente como Statice maritima por Philip Miller en The Gardeners Dictionary: . . .eighth edition no. 3. en 1768, hoy en día es tanto un sinónimo como un basónimo. Finalmente, sería descrita como Armeria maritima por Carl Ludwig Willdenow y publicado en Enumeratio Plantarum Horti Botanici Berolinensis 1: 333–334. en 1809.

#### Sinonimia
- Armeria elongata auct.
- Armeria expansa Wallr.
- Armeria juniperifolia (Vahl) Hoffmanns. & Link
- Armeria miscella var. minor Merín
- Armeria miscella Merín
- Armeria pubescens subsp. expansa (Wallr.) Nyman
- Armeria pubigera subsp. depilata (Bernis) Fern.Prieto & Loidi
- Armeria pubigera subvar. depilata Bernis
- Armeria pubigera var. glaberrima Merín
- Statice juniperifolia Vahl
- Statice maritima var. elongata auct.
- Statice maritima Mill. (basónimo)[2]

## Galería

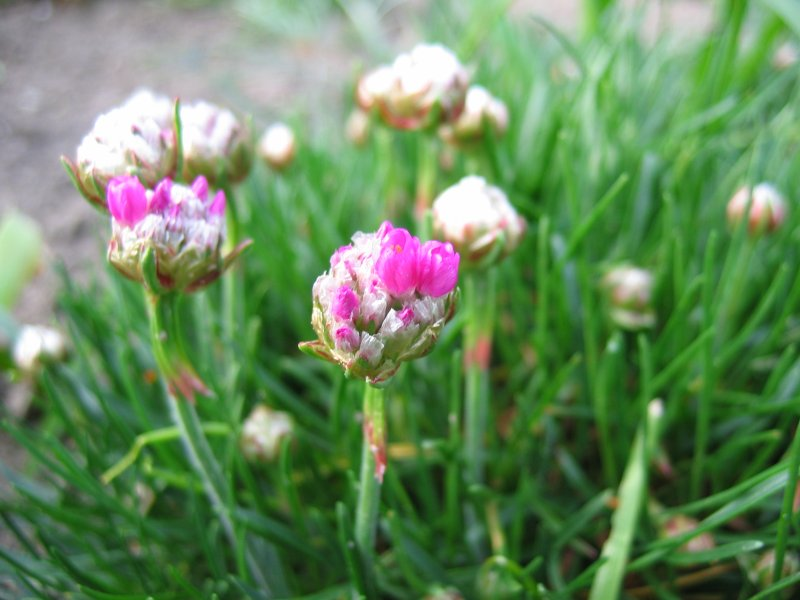
A. maritima ssp. maritima
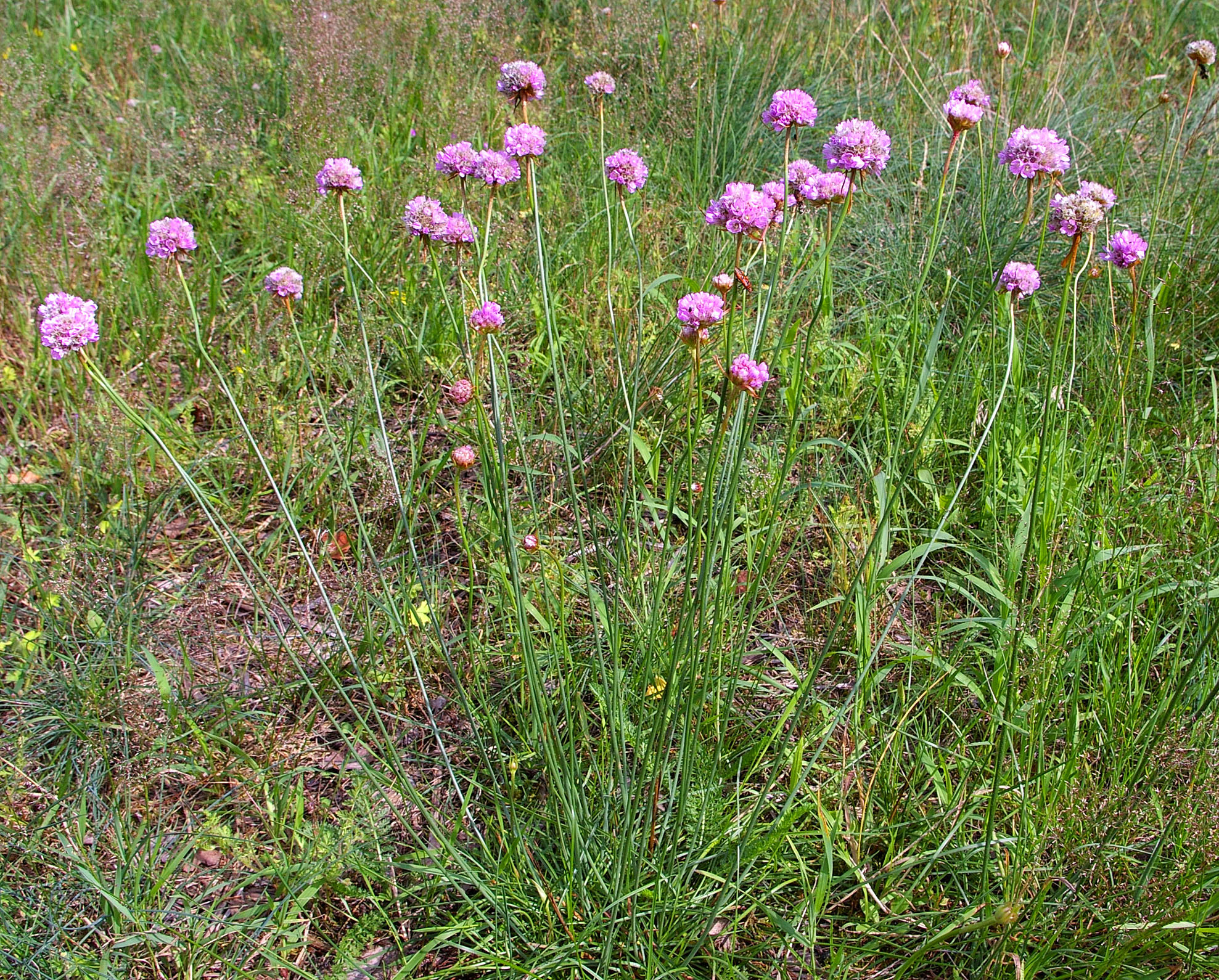
A. maritima ssp. elongata
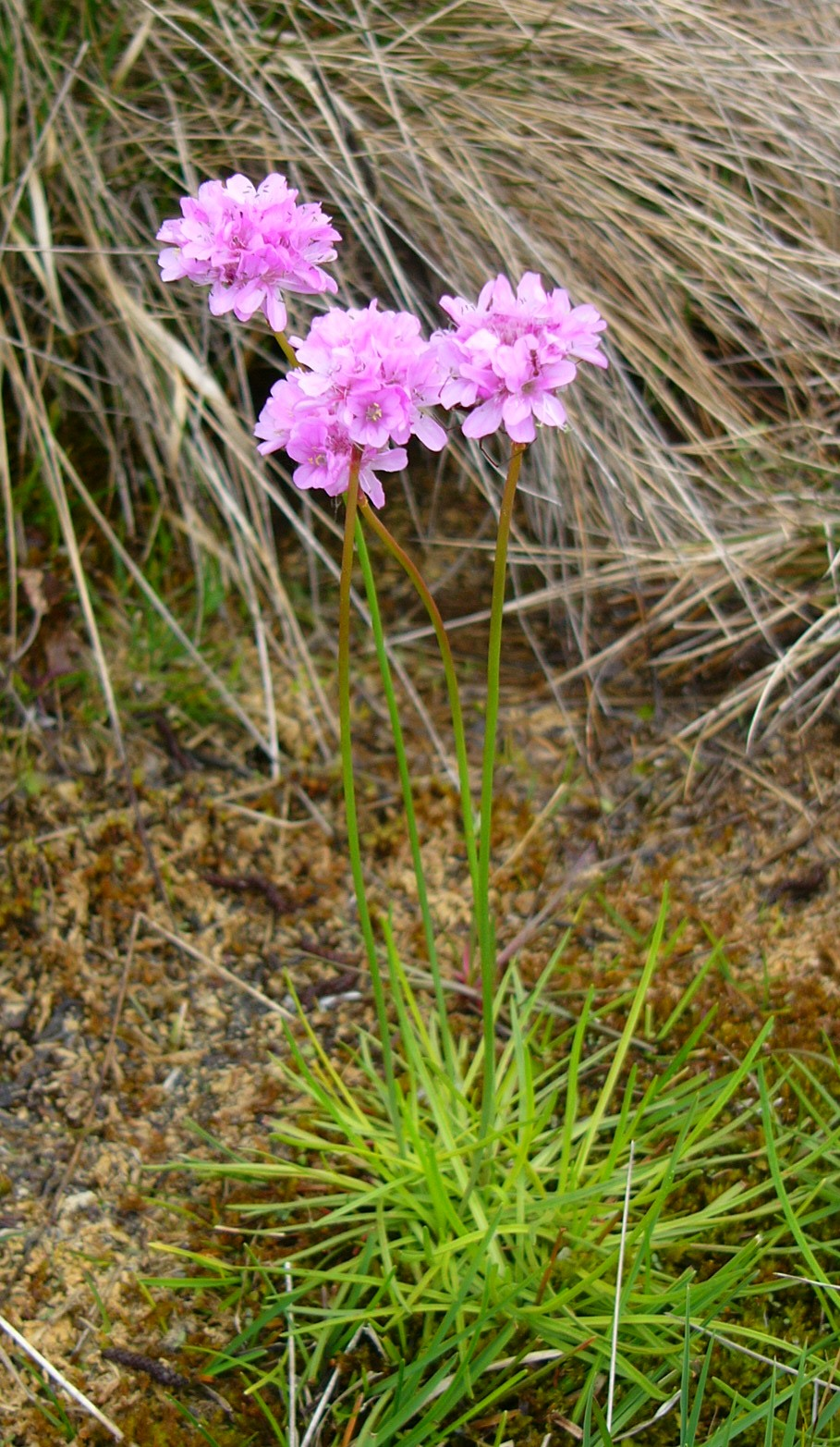
A. maritima ssp. purpurea